# We Are Chaos
We Are Chaos (stiliserat WE ARE CHAOS) är Marilyn Manson elfte studioalbum, utgivet den 11 september 2020. We Are Chaos släpptes som LP, CD, kassettalbum och bild-LP.

## Låtlista
Alla låtar är skrivna och komponerade av Marilyn Manson och Shooter Jennings. 
| 1.           | Red Black and Blue          | 5:03  |
| 2.           | We Are Chaos                | 4:00  |
| 3.           | Don't Chase the Dead        | 4:17  |
| 4.           | Paint You with My Love      | 4:29  |
| 5.           | Half-Way & One Step Forward | 3:16  |
| 6.           | Infinite Darkness           | 4:15  |
| 7.           | Perfume                     | 3:33  |
| 8.           | Keep My Head Together       | 3:49  |
| 9.           | Solve Coagula               | 4:22  |
| 10.          | Broken Needle               | 5:23  |
| Total längd: | Total längd:                | 42:27 |

| 11.          | We Are Chaos (acoustic version)  | 4:05  |
| 12.          | Broken Needle (acoustic version) | 5:21  |
| Total längd: | Total längd:                     | 51:53 |